# Organoide cerebral
Un organoide cerebral o neuronal describe un tejido cultivado artificialmente, in vitro , que se asemeja a partes del cerebro humano. Los organoides neuronales se crean cultivando células madre pluripotentes en un cultivo tridimensional que puede mantenerse durante años.   El cerebro es un sistema extremadamente complejo de tejidos heterogéneos y consta de una amplia gama de neuronas y células gliales. Esta complejidad ha hecho que estudiarlo y comprender cómo funciona sea una tarea difícil en la neurociencia, especialmente cuando se trata de enfermedades del neurodesarrollo y neurodegenerativas. El objetivo de crear un modelo neurológico in vitro es estudiar estas enfermedades en un entorno más definido. Este modelo 3D está libre de muchas limitaciones potenciales in vivo. La diferente fisiología entre los modelos humanos y otros mamíferos limita el alcance de los estudios en animales sobre trastornos neurológicos. Los organoides neuronales contienen varios tipos de células nerviosas y tienen características anatómicas que recapitulan regiones del sistema nervioso.  Algunos organoides neurales son más similares a las neuronas de la corteza cerebral. En algunos casos, a la retina, la médula espinal, el tálamo y el hipocampo.  Otros organoides neurales no están guiados y contienen una diversidad de células neurales y no neurales. Las células madre tienen el potencial de convertirse en muchos tipos diferentes de tejidos y su destino depende de muchos factores. 

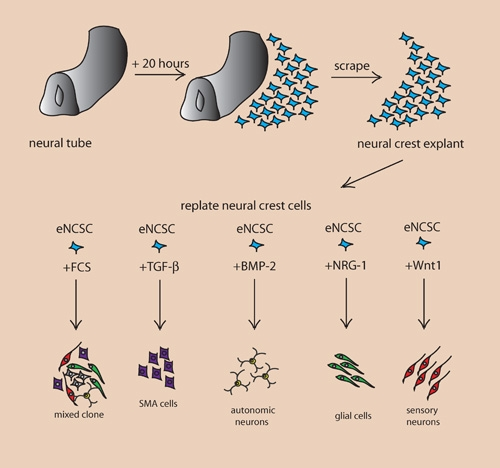
Factores de crecimiento instructivos que regulan las decisiones de destino en NCSC embrionarios

## Modelo de desarrollo
El uso de células madre pluripotentes humanas para crear organoides neurales in vitro permite a los investigadores analizar los mecanismos de desarrollo actuales del tejido neural humano, así como estudiar las raíces de las enfermedades neurológicas humanas. Los organoides neuronales son una herramienta de investigación que se utiliza para comprender cómo funciona la patología de las enfermedades. Estos organoides se pueden utilizar en experimentos para los que los métodos in vitro actuales son demasiado simplistas, y al mismo tiempo son más aplicables a los humanos que los modelos de roedores u otros mamíferos. Históricamente, los principales avances en el funcionamiento del cerebro han sido el resultado del estudio de lesiones o trastornos en la función del cerebro humano. Un modelo del cerebro humano in vitro permite avanzar en nuestra comprensión del sistema nervioso humano. 

## Métodos de cultivo

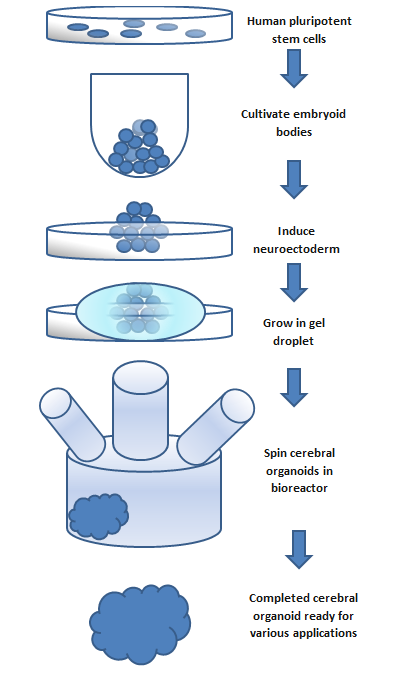
Este diagrama de flujo describe los pasos básicos para crear un organoide cerebral. El proceso lleva meses y el tamaño del organoide se limita a la disponibilidad de nutrientes.

Un cuerpo embrioide cultivado a partir de células madre pluripotentes se utiliza para fabricar un organoide. Los cuerpos embrioides están compuestos por tres tres capas: endodermo, mesodermo y ectodermo, que tiene el potencial de diferenciarse en diferentes tipos de tejido.
Un organoide cerebral se puede formar induciendo a las células del ectodermo a diferenciarse en organoides cerebrales.  El procedimiento general se puede dividir en 5 pasos.   Se cultivan las primeras células madre pluripotentes humanas. Luego se cultivan hasta formar un cuerpo embrioide. A continuación se induce al cultivo celular para que forme un neuroectodermo. Luego, el neuroectodermo se cultiva en una gotita de matrigel. El matrigel aporta nutrientes y el neuroectodermo comienza a proliferar y crecer. La replicación de regiones cerebrales específicas en homólogos organoides cerebrales se logra mediante la adición de señales extracelulares al entorno organoide durante diferentes etapas de desarrollo; se descubrió que estas señales crean cambios en los patrones de diferenciación celular, lo que conduce a la recapitulación de la región cerebral deseada.  La inhibición de SMAD se puede utilizar en los procesos habituales de cultivo de organoides cerebrales para generar microglía en organoides cerebrales.  La falta de vasculatura limita el tamaño que puede crecer el organoide. Esta ha sido la principal limitación en el desarrollo de organoides. El uso de un biorreactor giratorio puede mejorar la disponibilidad de nutrientes para las células dentro del organoide para mejorar el desarrollo del mismo.  Los biorreactores giratorios se han utilizado cada vez más en aplicaciones de cultivo celular y crecimiento de tejidos. El reactor es capaz de ofrecer tiempos de duplicación celular más rápidos, mayor expansión celular y mayores componentes de la matriz extracelular en comparación con las células cultivadas estáticamente. 

## Componentes

### Diferenciación
Se ha demostrado que los organoides cerebrales cultivados utilizando el método de cultivo 3D del biorreactor giratorio se diferencian en varios tipos de tejido neural, como la copa óptica, el hipocampo, las partes ventrales del teleencéfalo y la corteza dorsal.  Además, se demostró que los organoides del cerebro humano podían desarrollar intrínsecamente copas ópticas integradas sensibles a la luz. 
Las células madre/progenitoras neurales son únicas porque son capaces de autorrenovarse y son multipotentes. Esto significa que pueden generar neuronas y células gliales, que son los dos componentes principales de los sistemas neuronales. El destino de estas células está controlado por varios factores que afectan el proceso de diferenciación. La ubicación espacial y los atributos temporales de las células progenitoras neurales pueden influir en si las células forman neuronas o células gliales. Luego, la diferenciación adicional está controlada por las condiciones extracelulares y la señalización celular.  Se desconocen las condiciones y estímulos exactos necesarios para diferenciar las células progenitoras neurales en tejidos neurales específicos, como el tejido del hipocampo, el nervio óptico, la corteza cerebral, etc. Se cree que los organoides cerebrales pueden utilizarse para estudiar los mecanismos de desarrollo de estos procesos. 

### La expresión génica
Para probar si las células progenitoras neurales y las células madre se están diferenciando en tejidos neurales específicos, se pueden emplear varios marcadores genéticos. Dos marcadores que están presentes durante las etapas pluripotentes son OCT4 y NANOG, los cuales disminuyen durante el curso del desarrollo del organoide. Los marcadores de identidad neuronal que notan una inducción neuronal exitosa, SOX1 y PAX6, están regulados positivamente durante el desarrollo de organoides. Estos cambios en la expresión respaldan el argumento a favor de la diferenciación autoguiada de organoides cerebrales.  También se pueden probar los marcadores del prosencéfalo y el rombencéfalo. Los marcadores del cerebro anterior FOXG1 y SIX3 se expresan altamente durante el desarrollo de organoides. Sin embargo, los marcadores del rombencéfalo EGR2 e ISL1 muestran una presencia temprana pero una disminución en las etapas posteriores. Este desequilibrio hacia el desarrollo del cerebro anterior es similar a la expansión del desarrollo del tejido del cerebro anterior en el desarrollo del cerebro humano.  Para comprobar si los organoides se desarrollan aún más hacia la especificación regional, se han probado marcadores genéticos de la corteza cerebral y el lóbulo occipital. Muchas regiones que tienen el marcador FOXG1 del prosencéfalo, etiquetándolas como regiones con morfología cortical cerebral, también fueron positivas para el marcador EMX1, que indica identidad cortical dorsal. Estas regiones específicas pueden especificarse aún más mediante los marcadores AUTS2, TSHZ2 y LMO4, donde el primero representa la corteza cerebral y los dos posteriores representan el lóbulo occipital.  Los marcadores genéticos para el hipocampo, el prosencéfalo ventral y el plexo coroideo también están presentes en los organoides cerebrales; sin embargo, las estructuras generales de estas regiones aún no se han formado.

### Organización
Los organoides cerebrales también poseen neuronas corticales cerebrales funcionales. Estas neuronas deben formarse en la placa cortical organizada radialmente. El marcador TBR1 está presente en la preplaca, el precursor de la placa cortical, y está presente, junto con MAP2, un marcador neuronal, en organoides cerebrales de 30 días. Estos marcadores son indicativos de una capa neural basal similar a una preplaca. Estas células también están apicalmente adyacentes a una zona neutra y son reelin + positivas, lo que indica la presencia de células de Cajal-Retzius. Las células de Cajal-Retzius son importantes para la generación de la arquitectura de la placa cortical.  La placa cortical generalmente se genera de adentro hacia afuera, de modo que las neuronas que nacen posteriormente migran a las capas superficiales superiores. Esta organización también está presente en los organoides cerebrales según las pruebas de marcadores genéticos. Las neuronas que nacen prematuramente tienen el marcador CTIP2 y están ubicadas adyacentes al TBR1 y exhiben células de preplaca. Las neuronas tardías con marcadores SATB2 y BRN2 están ubicadas en una capa superficial, más alejadas de la preplaca que las neuronas tempranas, lo que sugiere la formación de una capa de placa cortical. Además, después de 75 días de formación, los organoides cerebrales muestran una zona marginal rudimentaria, una región pobre en células. La formación de una placa cortical en capas es muy básica en los organoides cerebrales y sugiere que el organoide carece de las señales y factores para inducir la formación de la organización de las capas II-VI.  Sin embargo, las neuronas organoides cerebrales pueden formar axones, como lo demuestra la tinción con GFP. Se ha demostrado que los axones marcados con GFP tienen ramificaciones complejas y formación de conos de crecimiento. Además, las imágenes con tinte de calcio han demostrado que los organoides cerebrales tienen oscilaciones de Ca 2+ y picos espontáneos de calcio en células individuales. La señalización del calcio puede mejorarse mediante glutamato e inhibirse mediante tetrodotoxina. 

### Interacciones con el medio ambiente.
En DishBrain, se integraron células cerebrales humanas cultivadas en sistemas digitales para jugar un Pong simulado mediante estimulación electrofisiológica y grabación. Las células "mostraron un rendimiento significativamente mejorado en Pong " cuando se incorporaron a un mundo de juego virtual.   

#### Interacciones con los tejidos circundantes.
No se comprende completamente cómo los tejidos localizados individuales formados por células madre pueden coordinarse con los tejidos circundantes para convertirse en un órgano completo.  Sin embargo, se ha demostrado que la mayor parte de la diferenciación de tejidos requiere interacciones con los tejidos circundantes y depende de factores de inducción difusibles para inhibir o fomentar diversas diferenciaciones y localizaciones físicas.  La diferenciación de organoides cerebrales está algo localizada. Los marcadores mencionados anteriormente para el prosencéfalo y el rombencéfalo están físicamente localizados y aparecen en grupos. Esto sugiere que los estímulos locales se liberan una vez que una o más células se diferencian en un tipo específico, en lugar de una vía aleatoria en todo el tejido. Los marcadores de subespecificación de los lóbulos corticales, la corteza prefrontal y el lóbulo occipital también están localizados físicamente. Sin embargo, el hipocampo y las células ventrales del prosencéfalo no están localizados físicamente y se ubican aleatoriamente a través del organoide cerebral.  Los organoides cerebrales carecen de vasos sanguíneos y su tamaño está limitado por la absorción de nutrientes en las células más internas. Los biorreactores giratorios y las técnicas avanzadas de andamiaje 3D pueden aumentar el tamaño de los organoides, aunque es probable que la integración de sistemas de suministro de nutrientes in vitro provoque el próximo gran salto en el desarrollo de organoides cerebrales. 

## Análisis
Los organoides cerebrales tienen el potencial de funcionar como modelo con el que se podrían estudiar enfermedades y la expresión genética.  Sin embargo, se necesitan herramientas de diagnóstico para evaluar el tejido organoide cerebral y crear organoides que modelen la enfermedad o el estado de desarrollo en cuestión.  El análisis del transcriptoma se ha utilizado como ensayo para examinar la patología de los organoides cerebrales derivados de pacientes individuales.  Además, los análisis químicos TUNEL (Terminal deoxinucleotidil transferasa) se han utilizado en estudios como marcador de evaluación de la apoptosis en organoides cerebrales.  Otros análisis utilizados en organoides cerebrales incluyen:

### Modificaciones genéticas
Los organoides cerebrales se pueden utilizar para estudiar la expresión genética mediante modificaciones genéticas.  El grado en que estas modificaciones genéticas están presentes en todo el organoide depende de en qué etapa de desarrollo se encuentra el organoide cerebral cuando se realizan estas modificaciones genéticas; cuanto antes se realicen estas modificaciones, como cuando el organoide cerebral se encuentra en la etapa de célula única, es más probable que estas modificaciones afecten a una mayor porción de las células del organoide cerebral.  El grado en que estas modificaciones genéticas están presentes dentro del organoide cerebral también depende del proceso mediante el cual se realizan estas modificaciones genéticas. Si la información genética se administra en el genoma de una célula organoide cerebral mediante maquinaria, entonces la modificación genética permanecerá presente en las células resultantes de la replicación.  Crispr/Cas 9 es un método mediante el cual se puede realizar esta modificación genética duradera.  También se ha sugerido un sistema que implica el uso de transposones como medio para generar modificaciones genéticas duraderas; sin embargo, el grado en que los transposones podrían interactuar con el genoma de una célula podría diferir de una célula a otra, lo que crearía una expresividad variable entre las células organoides cerebrales.  Sin embargo, si la modificación genética se realiza mediante la inserción de “carga genética” (como mediante virus adenoasociados /métodos de electroporación), se ha descubierto que la modificación genética se vuelve menos presente con cada ronda de división celular en los organoides cerebrales. 

### Métodos computacionales
Se ha solicitado el uso de métodos computacionales como medio para ayudar a mejorar el proceso de cultivo de organoides cerebrales; También se ha requerido el desarrollo de métodos computacionales para proporcionar las representaciones detalladas necesarias de los diferentes componentes del organoide cerebral (como la conectividad celular) que los métodos actuales no pueden proporcionar.  Aún no existe una programación diseñada para modelar la morfología detallada de los organoides cerebrales. 

## Aplicaciones
Existen muchas aplicaciones potenciales para el uso de organoides cerebrales, como el potencial de destino celular, la terapia de reemplazo celular y los ensayos del genoma específico de tipo celular.  Los organoides cerebrales también proporcionan una visión única del momento del desarrollo de los tejidos neurales y pueden utilizarse como herramienta para estudiar las diferencias entre especies.  Otras aplicaciones potenciales para los organoides cerebrales incluyen: 

### Morfogénesis tisular
La morfogénesis de los tejidos con respecto a los organoides cerebrales cubre cómo se forman los órganos neurales en los vertebrados. Los organoides cerebrales pueden servir como herramientas in vitro para estudiar la formación, modularla y comprender mejor los mecanismos que la controlan.  El curso de la morfogénesis del tejido es complicado e incluye la mejora del diseño y la asociación de tres capas de un tejido. Este ciclo se completa a través de una serie de eventos subatómicos y celulares que conducen a la creación de órganos y tejidos con capacidades específicas.
Debido a los organoides cerebrales, la morfogénesis tisular es el proceso involucrado en dar forma y coordinar los tejidos cerebrales que personifican el desarrollo del cerebro. Los organoides cerebrales son sociedades de células cerebrales de tres capas que se crean utilizando microorganismos inmaduros pluripotentes, como organismos no diferenciados no desarrollados o células no desarrolladas pluripotentes inducidas. Estos organoides están destinados a reflejar partes de la salud mental, lo que los convierte en un dispositivo importante para concentrarse en el desarrollo de tejidos cerebrales en un clima in vitro controlado. En lugar de estudiarse in vivo (dentro de un organismo vivo), los organoides cerebrales se utilizan como modelos in vitro, lo que significa que se estudian fuera del organismo (en un laboratorio). Esto permite a los analistas controlar y controlar las circunstancias exploratorias más rápidamente que en las entidades orgánicas vivas. Varias especies, incluidos humanos, roedores y primates, pueden producir organoides cerebrales que pueden usarse para estudiar diversos aspectos del desarrollo del cerebro.
Los organoides cerebrales brindan un escenario para notar y examinar el curso del desarrollo del tejido cerebral. Los especialistas pueden detectar el desarrollo de diferentes tipos de células, observar la base de las capas de tejido y estudiar los procesos celulares y atómicos impredecibles involucrados en la morfogénesis de los organoides. Esto incluye reconocer los tipos de teléfonos que componen el organoide, seguir su movimiento y separación, y describir los signos atómicos que controlan su forma de comportarse. Con los organoides cerebrales, los investigadores pueden ajustar tentativamente diferentes variables para impactar o controlar la morfogénesis del tejido.

### Ensayos de migración
Los organoides cerebrales pueden ayudar a estudiar la migración celular. Las células gliales neurales cubren una amplia variedad de células neurales, algunas de las cuales se mueven alrededor de las neuronas. Los factores que gobiernan sus movimientos, así como las neuronas en general, se pueden estudiar utilizando organoides cerebrales. 

### Seguimiento del linaje clonal
El rastreo del linaje clonal es parte del mapeo del destino, donde el linaje de los tejidos diferenciados se rastrea hasta los progenitores pluripotentes. Los estímulos locales liberados y el mecanismo de diferenciación se pueden estudiar utilizando organoides cerebrales como modelo.  Las modificaciones genéticas en los organoides cerebrales podrían servir como medio para lograr el rastreo del linaje. 

### Trasplante
Los organoides cerebrales se pueden utilizar para hacer crecer regiones cerebrales específicas y trasplantarlas a regiones de neurodegeneración como tratamiento terapéutico.   Pueden fusionarse con la vasculatura del huésped y ser inmunológicamente silenciosos.  En algunos casos, primero habría que editar los genomas de estos organoides cerebrales.  Estudios recientes han podido lograr el trasplante y la integración exitosos de organoides cerebrales en cerebros de ratones; También se observó desarrollo de diferenciación celular y vascularización después del trasplante.  Los organoides cerebrales podrían servir como base para el trasplante y la reconstrucción del cerebro humano debido a la similitud de su estructura. 

### Prueba de drogas
Los organoides cerebrales se pueden utilizar como modelos simples de tejidos cerebrales complejos para estudiar los efectos de los fármacos y evaluar su seguridad y eficacia iniciales. La prueba de nuevos fármacos para enfermedades neurológicas también podría resultar de este método de aplicación de métodos de detección de fármacos de alto rendimiento a los organoides cerebrales. 

### Biología del desarrollo
Los organoides se pueden utilizar para el estudio del desarrollo del cerebro, por ejemplo identificando e investigando interruptores genéticos que tienen un impacto significativo en él.    Esto puede usarse para la prevención y el tratamiento de enfermedades específicas  (ver más abajo), pero también para otros fines, como información sobre los factores genéticos de la evolución cerebral reciente (o el origen de los humanos y la diferencia evolucionada con respecto a otros simios),    mejora humana y mejora de la inteligencia, identificando impactos perjudiciales del exposoma (y su protección) o mejorando la salud del cerebro.

### Estudio de enfermedades
Los organoides se pueden utilizar para estudiar las primeras etapas cruciales del desarrollo del cerebro, probar medicamentos y, debido a que pueden producirse a partir de células vivas, estudiar pacientes individuales.  Además, el desarrollo de organoides cerebrales vascularizados podría utilizarse para investigar la terapia del accidente cerebrovascular en el futuro. 

#### Virus del Zika
Se ha demostrado que el virus del Zika tiene efectos teratogénicos y provoca defectos en el desarrollo neurológico fetal. Los organoides cerebrales se han utilizado en estudios para comprender el proceso por el cual el virus del Zika afecta el cerebro fetal y, en algunos casos, provoca microcefalia.   Se ha descubierto que los organoides cerebrales infectados con el virus del Zika son más pequeños que sus homólogos no infectados, lo que refleja la microcefalia fetal.   También se encontró un aumento de la apoptosis en organoides cerebrales infectados con el virus del Zika.  Otro estudio encontró que las poblaciones de células progenitoras neurales (NPC) se redujeron considerablemente en estas muestras. Los dos métodos mediante los cuales se redujeron las poblaciones de NPC fueron el aumento de la muerte celular y la reducción de la proliferación celular. Se identificó una regulación positiva del receptor TLR3 en estos organoides infectados. Se demostró que la inhibición de este receptor TLR3 detiene parcialmente algunos de los efectos inducidos por el Zika.  Además, se descubrió que el tamaño de la luz aumentaba en los organoides infectados con el virus del Zika.   Los resultados encontrados al estudiar organoides cerebrales infectados con el virus del Zika en diferentes etapas de maduración sugieren que la exposición temprana en fetos en desarrollo puede causar una mayor probabilidad de defectos congénitos neurológicos asociados al virus del Zika. 

#### Cocaína
También se ha demostrado que la cocaína tiene efectos teratogénicos sobre el desarrollo fetal. Se han utilizado organoides cerebrales para estudiar qué isoformas enzimáticas son necesarias para los defectos neurológicos fetales causados por el consumo de cocaína durante el embarazo.  Se determinó que una de estas enzimas era la isoforma CYP3A5 del citocromo P450. 

#### Microcefalia
En un caso, un organoide cerebral cultivado a partir de un paciente con microcefalia demostró síntomas relacionados y reveló que aparentemente la causa es un desarrollo demasiado rápido, seguido de un crecimiento cerebral más lento. La microencefalia es una condición del desarrollo en la que el cerebro permanece de tamaño insuficiente, lo que produce una cabeza de tamaño insuficiente y debilitamiento. La microcefalia no es adecuada para modelos de ratón, que no replican la enfermedad.  Se cree que la forma primaria de la enfermedad es causada por una mutación homocigótica en el gen de la microcefalina. La enfermedad es difícil de reproducir en modelos de ratón porque los ratones carecen de las etapas de desarrollo para una corteza cerebral agrandada que tienen los humanos. Naturalmente, una enfermedad que afecte a este desarrollo sería imposible de mostrar en un modelo que no lo tenga.  Para utilizar organoides cerebrales para modelar la microcefalia humana, un grupo de investigadores tomó fibroblastos de la piel de pacientes y los reprogramó utilizando cuatro factores de reprogramación bien conocidos. Estos incluyen OCT4, SOX2, MYC y KLF4. La muestra reprogramada pudo clonarse en células madre pluripotentes inducidas. Las células se cultivaron en un organoide cerebral siguiendo un proceso descrito en la sección de creación de organoides cerebrales a continuación. El organoide resultante tenía un número reducido de células progenitoras neurales y tejidos más pequeños. Además, los tejidos derivados del paciente mostraban menos y menos frecuentes tejidos neuroepiteliales compuestos de progenitores, disminución de células madre gliales radiales y aumento de neuronas. Estos resultados sugieren que el mecanismo subyacente de la microcefalia es causado por células que se diferencian prematuramente en neuronas dejando un déficit de células gliales radiales. 

#### Enfermedad de Alzheimer
La patología de la enfermedad de Alzheimer también se ha modelado con organoides cerebrales.  Se utilizaron células madre pluripotentes del individuo afectado para generar organoides cerebrales y luego se compararon con modelos de control, sintetizados a partir de individuos sanos. Se encontró que en los modelos afectados se observaron estructuras similares a las placas causadas por proteínas beta amiloides y ovillos neurofibrilares, que causan los síntomas de la enfermedad.  Los intentos anteriores de modelar esto con tanta precisión no han tenido éxito, y los medicamentos que se desarrollan sobre la base de la eficacia en modelos murinos preclínicos no han demostrado ningún efecto en ensayos en humanos. 

#### Enfermedades del espectro autista
Los organoides cerebrales también se pueden utilizar para estudiar los trastornos del espectro autista.  En un estudio, se cultivaron organoides cerebrales a partir de células derivadas de pacientes con TEA con macrocefalia.  Se descubrió que estos organoides cerebrales reflejan características típicas del fenotipo de macrocefalia relacionado con el TEA que se encuentra en los pacientes.  Al cultivar organoides cerebrales de pacientes con TEA con macrocefalia, se podrían establecer conexiones entre ciertas mutaciones genéticas y la expresión fenotípica. Los trastornos del espectro autista también se han estudiado mediante la comparación de organoides cerebrales sintetizados sanos versus afectados.  La observación de los dos modelos mostró la sobreexpresión de un factor de transcripción FOXG1 que producía una mayor cantidad de neuronas inhibidoras GABAérgicas en los modelos afectados. La importancia de este uso de organoides cerebrales es que ha añadido un gran apoyo a la hipótesis del desequilibrio excitador/inhibidor  que, si se demuestra que es cierta, podría ayudar a identificar objetivos para los fármacos para que la afección pueda tratarse.
El campo de la epigenética y cómo la metilación del ADN podría influir en el desarrollo del TEA también ha sido de interés en los últimos años. El método tradicional de estudiar muestras neuronales post mortem de personas con TEA plantea muchos desafíos, por lo que se han propuesto organoides cerebrales como un método alternativo para estudiar el efecto potencial que los mecanismos epigenéticos pueden tener en el desarrollo del autismo. Este uso del modelo organoide cerebral para examinar el TEA y los patrones epigenéticos podría proporcionar información sobre los plazos del desarrollo epigenético. Sin embargo, es importante tener en cuenta que las condiciones en las que se cultivan los organoides cerebrales podrían afectar la expresión genética y, en consecuencia, afectar las observaciones realizadas con este modelo. Además, existe preocupación por la variabilidad en los organoides cerebrales cultivados a partir de la misma muestra.  También se necesitan más investigaciones sobre el alcance y la precisión con la que los organoides cerebrales recapitulan los patrones epigenéticos encontrados en muestras primarias. 

#### Hipoxia/isquemia prematura
La lesión hipóxica prematura  sigue siendo difícil de estudiar debido a la disponibilidad limitada de tejidos cerebrales fetales humanos y a modelos animales inadecuados para estudiar la corticogénesis humana. El organoide cerebral se puede utilizar para modelar la fisiopatología prenatal y comparar la susceptibilidad de los diferentes tipos de células neurales a la hipoxia durante la corticogénesis. Los progenitores intermedios parecen verse particularmente afectados debido a la vía de respuesta de las proteínas desplegadas.  También se ha observado que la hipoxia provoca apoptosis en organoides cerebrales, siendo particularmente afectados la glía radial externa y los neuroblastos/neuronas inmaduras. 

#### Glioblastomas
Los medios tradicionales para estudiar los glioblastomas tienen limitaciones. Un ejemplo de tales limitaciones sería la disponibilidad limitada de muestras. Debido a estos desafíos que conlleva el uso de un enfoque más tradicional, los organoides cerebrales se han utilizado como un medio alternativo para modelar el desarrollo del cáncer de cerebro. En un estudio, se simularon organoides cerebrales para reflejar cualidades similares a las de un tumor utilizando CRISPR CAS-9. Se observó una mayor división celular en estos modelos genéticamente alterados. También se utilizaron organoides cerebrales en modelos de ratones para estudiar la tumorigénesis y la invasividad. Al mismo tiempo, el crecimiento de los cánceres cerebrales está influenciado por factores ambientales que aún no son replicables en modelos de organoides cerebrales. Se ha demostrado que los organoides cerebrales proporcionan información sobre la desregulación de los genes responsables del desarrollo de tumores. 

#### Esclerosis múltiple
La esclerosis múltiple es un trastorno inflamatorio autoinmune que afecta al sistema nervioso central. Los factores ambientales y genéticos contribuyen al desarrollo de la esclerosis múltiple; sin embargo, se desconoce la etiología de esta afección. Se cultivaron células madre pluripotentes inducidas de controles humanos sanos, así como de pacientes con esclerosis múltiple, en organoides cerebrales, creando un modelo humano innovador de esta enfermedad. 

## Limitaciones
Se prefieren los organoides cerebrales a sus homólogos de cultivos celulares en 3D porque pueden reflejar mejor la estructura del cerebro humano y porque, hasta cierto punto, pueden reflejar el desarrollo de la neocorteza fetal durante un período prolongado de tiempo. Si bien los organoides cerebrales tienen un gran potencial, su cultivo y desarrollo tienen limitaciones y áreas de mejora.  Por ejemplo, se necesitan varios meses para crear un organoide cerebral y los métodos utilizados para analizarlo también requieren mucho tiempo.  Además, los organoides cerebrales no tienen estructuras típicas del cerebro humano, como la barrera hematoencefálica.  Esto limita los tipos de enfermedades que se pueden estudiar. Otras limitaciones incluyen:

### Centros necróticos
Hace poco, se ha descubierto que la parte central de los organoides estaba necrótica debido a que el oxígeno y los nutrientes no podían llegar a esa zona más interna.   Esto impone limitaciones a la aplicabilidad fisiológica de los organoides cerebrales.  Debido a esta falta de oxígeno y nutrientes, las células progenitoras neurales ven limitado su crecimiento.  Sin embargo, hallazgos recientes sugieren que, en el proceso de cultivo de un organoide cerebral, se podría evitar un centro necrótico mediante el uso de dispositivos fluídicos para aumentar la exposición del organoide a los medios. 

### Confiabilidad en la generación
Se ha descubierto que la estructura de los organoides cerebrales en diferentes culturas es variable; un procedimiento de estandarización para garantizar la uniformidad aún no se ha convertido en una práctica común.  Los pasos futuros para revisar la producción de organoides cerebrales incluirían la creación de métodos para garantizar la estandarización de la generación de organoides cerebrales.  Uno de esos pasos propuestos implica regular la composición y el espesor del gel en el que se cultivan los organoides cerebrales; esto podría contribuir a una mayor confiabilidad en la producción de organoides cerebrales.  Además, se introduce variabilidad en la generación de organoides cerebrales debido a las diferencias en las células madre utilizadas.  Estas diferencias pueden surgir de diferentes métodos de fabricación o diferencias de host.  También se ha encontrado un aumento del estrés metabólico en los organoides. Se ha descubierto que este estrés metabólico restringe la especificidad de los organoides.  Los pasos futuros para optimizar el cultivo de organoides incluyen analizar más de una muestra a la vez. 

### Madurez
Actualmente, el desarrollo de sinapsis maduras en organoides cerebrales está limitado debido a los medios utilizados.  Además, si bien se ha demostrado que algunas propiedades electrofisiológicas se desarrollan en organoides cerebrales, se ha demostrado que el cultivo de regiones organoides separadas y distintas limita la maduración de estas propiedades electrofisiológicas. El modelado de procesos electrofisiológicos del neurodesarrollo típicos del desarrollo posterior en la línea de tiempo del neurodesarrollo, como la sinaptogénesis, aún no se sugiere en modelos de organoides cerebrales.  Dado que los organoides cerebrales reflejan lo que sucede durante el neurodesarrollo fetal, ha habido preocupación sobre cómo se manifiestan en ellos las enfermedades de aparición tardía. Las mejoras futuras incluyen el desarrollo de una forma de recapitular enfermedades neurodegenerativas en organoides cerebrales. 
En el futuro, el campo de investigación de organoides cerebrales debería priorizar el perfeccionamiento de protocolos destinados a mejorar la complejidad, madurez y estándares éticos de estas estructuras. Esto requerirá la colaboración entre diversos grupos de expertos, incluidos neurocientíficos, bioingenieros y especialistas en ética, para garantizar un enfoque holístico para avanzar en la investigación de organoides cerebrales.

## Ética
A la luz de los rápidos avances en la investigación de organoides cerebrales, es imperativo que abordemos este campo con gran cuidado y consideración. Defender los principios éticos y adherirse a las normas es crucial, y no debemos ignorar las preocupaciones en torno al potencial para la conciencia, el uso de células derivadas de humanos y las implicaciones para la medicina personalizada. Es necesaria una evaluación integral y meticulosa para garantizar prácticas de investigación transparentes, responsables y responsables.

### Organoides sensibles
Se han planteado preocupaciones éticas con el uso de organoides cerebrales como modelo de enfermedad debido a la posibilidad de que experimenten sensaciones como dolor o tengan la capacidad de desarrollar una conciencia.  Actualmente es poco probable dada la simplicidad de los modelos sintetizados en comparación con la complejidad de un cerebro humano; sin embargo, se ha demostrado que los modelos responden a la estimulación basada en la luz,  por lo que los modelos actuales tienen cierto margen para responder a algunos estímulos en la actualidad. Si se pudiera demostrar que tales sensaciones están presentes en cualquiera de los modelos, entonces la ética de su uso sería cuestionable.

### Directrices y legislación
Se están tomando medidas para resolver la zona gris, como un simposio celebrado en 2018 en la Universidad de Oxford, donde expertos en el campo, filósofos y abogados se reunieron para tratar de aclarar las preocupaciones éticas con la nueva tecnología.  De manera similar, proyectos como Brainstorm de la Universidad Case Western tienen como objetivo observar el progreso del campo mediante el monitoreo de laboratorios que trabajan con organoides cerebrales para intentar comenzar la "construcción de un marco filosófico" sobre el cual se podrían construir futuras directrices y legislación. 

### Animales humanizados
La "humanización" de los modelos animales se ha planteado como un tema de preocupación en el trasplante de organoides derivados de SC humanos a otros modelos animales.  Por ejemplo, se plantearon posibles preocupaciones futuras de este tipo cuando se trasplantaron organoides de tejido cerebral humano a ratas crías, que parecían ser altamente funcionales, madurar e integrarse con el cerebro del roedor. Estos modelos pueden utilizarse para modelar el desarrollo del cerebro humano y, como se ha demostrado, para investigar enfermedades (y sus posibles terapias), pero podrían ser controvertidos.   